# Cuoco della mala cucina
Cuoco della mala cucina è una commedia in un atto unico di Eduardo De Filippo, scritta in collaborazione con la sorellastra Maria Scarpetta nel 1932. Venne inscenata la prima volta al Teatro Sannazzaro di Napoli il 20 ottobre 1932 dalla compagnia teatrale "Teatro umoristico i De Filippo" e non è mai stata pubblicata.

## Trama
In casa del barone Croce viene licenziato il capocuoco Monzù Aniello per non aver preparato bene la besciamella tra lo sgomento dei cuochi Salvatore, Gliummariello e Peppino. Al suo posto viene assunto Gennarino, ma i tre non sono convinti della sua capacità di preparare prelibatezze: Gennarino è infatti l'ex cuoco della trattoria "Naso 'e cane", il cui nome è tutto un programma. I cuochi si mostrano freddi e poco ospitali verso Gennarino che viene invitato dal barone a preparare la besciamella, la sua salsa preferita. Il composto viene una schifezza ma, con gran sorpresa di Salvatore, Gliummariello e Peppino, viene lodata dal barone che tesse le lodi sperticate di Gennarino. Increduli, i tre avranno una spiegazione da Monzù, venuto a ritirare dei coltelli che aveva dimenticato: Gennarino ha una bella moglie alla quale il barone fa il filo. Solo assumendolo avrebbe potuto far vivere la donna sotto lo stesso tetto per farle la corte. Il nuovo capo cuoco, entusiasta delle lodi del padrone rientra in cucina e fa lo smargiasso coi tre, che lo prendono in giro sapendo il reale motivo della sua presenza in casa.